# Maraton w Brighton

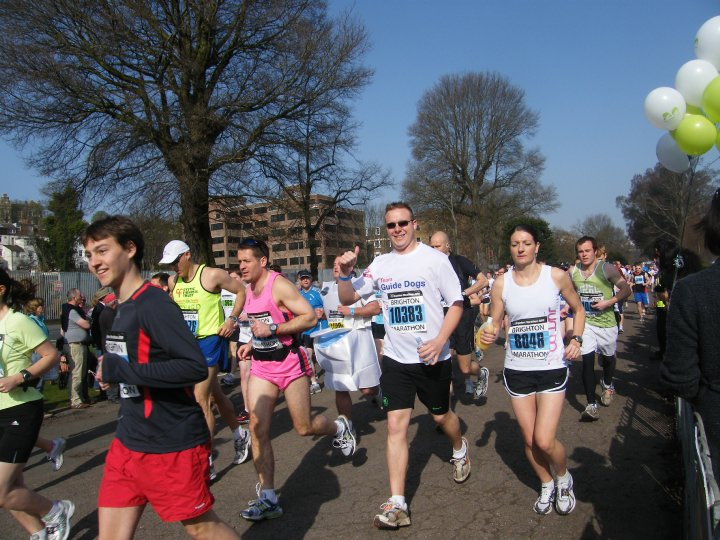
Maraton w Brighton w 2010 roku

Maraton w Brighton – maratoński bieg uliczny rozgrywany co roku na ulicach Brighton, w Wielkiej Brytanii. Pierwsza edycja maratonu w Brighton odbyła się 18 kwietnia 2010 roku. Od początku w zawodach uczestniczyli zarówno mężczyźni, jak i kobiety. Impreza odbywa się każdego roku w kwietniu.

## Lista zwycięzców
Lista zwycięzców maratonu w Brighton:
| Edycja | Data             | Zwycięzca wśród mężczyzn | Kraj            | Czas    | Zwyciężczyni wśród kobiet | Kraj            | Czas    |
| ------ | ---------------- | ------------------------ | --------------- | ------- | ------------------------- | --------------- | ------- |
| 8      | 9 kwietnia 2017  | Stuart Hawkes            | Wielka Brytania | 2:27:34 | Helen Davies              | Wielka Brytania | 2:42:36 |
| 7      | 17 kwietnia 2016 | Duncan Maiyo             | Kenia           | 2:09:56 | Grace Momanyi             | Kenia           | 2:34:16 |
| 6      | 12 kwietnia 2015 | Duncan Maiyo             | Kenia           | 2:10:15 | Pennina Wanjiru           | Kenia           | 2:34:25 |
| 5      | 6 kwietnia 2014  | William Chebor           | Kenia           | 2:09:25 | Alice Milgo               | Kenia           | 2:35:33 |
| 4      | 14 kwietnia 2013 | Dominic Kangor           | Kenia           | 2:10:46 | Eunice Kales              | Kenia           | 2:28:50 |
| 3      | 17 kwietnia 2012 | Peter Some               | Kenia           | 2:12:01 | Sviatlana Kouhan          | Białoruś        | 2:29:37 |
| 2      | 10 kwietnia 2011 | Philemon Boit            | Kenia           | 2:16:07 | Alyson Dixon              | Wielka Brytania | 2:34:51 |
| 1      | 18 kwietnia 2010 | Ser-Od Bat-Ocziryn       | Mongolia        | 2:19:05 | Joanna Bryce              | Wielka Brytania | 3:05:20 |